# Circus Herman Renz

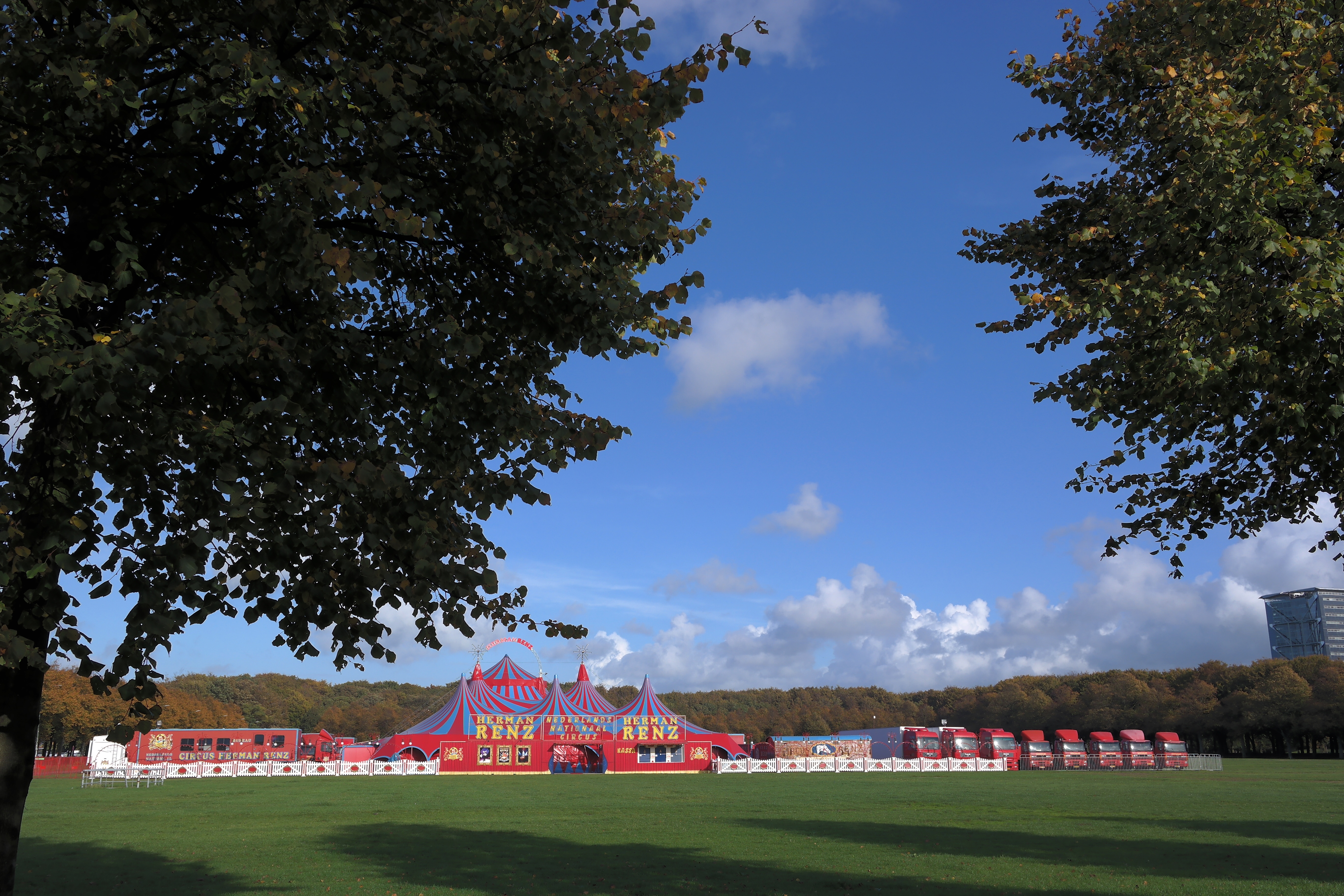
Circus Renz auf dem Malieveld in Den Haag, 2014

Der Nederlands Nationaal Circus Herman Renz war ein großer niederländischer Zirkus. Er wurde 1991 von Herman van der Vegt (Künstlername Herman Renz, * 1967 in Hannover; † 1996) und seiner mexikanischen Frau Diana gegründet.
Die Geschichte des Zirkus reicht jedoch bis in die 1920er Jahre zurück, als Arnold van der Vegt, der Urgroßvater von Herman Renz, mit seiner Familie in der Nähe von Rotterdam Zirkusvorstellungen gab. Der Name Circus Renz wurde zwischen 1923 und 1991 von mehreren Zirkussen der Zirkusfamilie Van der Vegt verwendet.
Nach dem Unfalltod von Herman Renz und seiner Partnerin im Jahr 1996 wurde der Zirkus von den Artistenfamilien Steijvers, Ronday und Olivier übernommen.
Am 13. Oktober 2015 erklärte der Circus Herman Renz seine Insolvenz. Danach wurde der Zirkusbetrieb von einem Eventveranstalter bis heute unter anderem Namen weitergeführt.

## Ursprung (1923–1973)
Arnold van der Vegt, der Urgroßvater Herman Renz’, startete in den 1920er Jahren zunächst mit einer Wild-West-Show mit dem Namen De Texas Mescal Cowboys. Diese Show wurde ausgebaut und führte zu einer großen Zirkusvorstellung unter dem Namen Circus Renz.  Über die Verbindung zum deutschen Circus Renz des Zirkusdirektors Ernst Jakob Renz (1815–1892) aus dem 19. Jahrhundert sind im Laufe der Jahre mehrere Erklärungen bekannt geworden. So soll Van der Vegt eine Zeit lang für den deutschen Circus Renz gearbeitet haben und seine erste Frau Lilian Bierhausen eine Nachfahrin der Familie Renz gewesen sein. Wesentlich wahrscheinlicher jedoch gab es keine Verbindung. Van der Vegt arbeitete vor 1920 in verschiedenen zirkusfernen Berufen in Rotterdam und seine erste Frau Engelina Bierhuize (sic!) stammte aus einer Rotterdamer Familie.

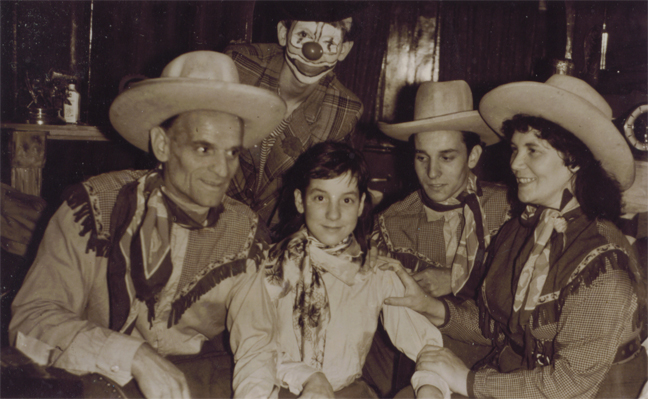
Die Familie van der Vegt, Circus Arena 1959

In einem Rechtsstreit, den die Erben der deutschen Familie Renz gegen den Namen des niederländischen Zirkus angestrengten, soll Van der Vegt gesagt haben, dass der Zirkus nicht Renz, sondern R.E.N.Z. heiße, eine Abkürzung für Ras Echte Nederlandse Zwervers (etwa: Schlag echter niederländischer Fahrender). Vor dem Zweiten Weltkrieg wurde auch der Name Circus Arena verwendet, wobei Arena ein Akronym von „AR“-nold „en“ „A“-nna (Johanna Nederveen, Van der Vegts zweite Frau) war. 1949 verließ Arnold van der Vegt den Circus Renz. Sein Sohn Herman van der Vegt, Vater von Herman Renz, war daraufhin mehrere Jahre lang mit Zirkussen in Skandinavien verbunden und versuchte 1952 erneut, den Circus Renz wiederzubeleben. Unter dem Namen Theater Arena Circus Variété trat er auf Jahrmärkten auf.
Nach dem Tod von Arnold van der Vegt im Jahr 1955 arbeitete Herman van der Vegt unter anderem für den Circus Bosco und den Zirkus von Toni Boltini. Im Jahr 1959 erfolgte ein Neuanfang mit einem eigenen Zirkus unter dem zuvor verwendeten Namen Circus Arena. In den 1960er und frühen 1970er Jahren wurden die Namen Renz und Arena abwechselnd von Herman und seinen Söhnen Paul und Nol van der Vegt verwendet. Paul van der Vegt nahm 1970 den Circus Arena wieder auf, während Nol van der Vegt ab 1971 unter dem Namen Circus Renz auf Tournee ging. Im Jahr 1973 wurden die beiden Zirkusse unter dem Namen Renz zusammengelegt. Paul trat in den Shows als Clown auf und Nol van der Vegt wurde der Direktor des Zirkus.

## Circus Renz (1973–1989)
Unter der Leitung von Nol van der Vegt und seiner Frau Marina wurde der Circus Renz in den 1970er Jahren in den Niederlanden bekannt und erfolgreich. Auch weil das Clown-Duo Bassie en Adriaan 1978 mehrere Fernsehserien mit dem Circus Renz als Kulisse drehten.
Joop van den Ende gründete 1980 den Circus Bassie en Adriaan und engagierte das Zirkuspersonal von Renz, das für den Auf- und Abbau sowie den Transport des gesamten Zirkus verantwortlich war. Der Circus Renz reiste ansonsten selbst wie gewohnt. Ende 1982 verließ Van den Ende den Circus Bassie en Adriaan. Die Artistenfamilie Steijvers stieß 1983 zum Zirkus Renz, kurz darauf folgten die Luycx-Schwestern. Der Sohn des Direktors, Herman Renz, begann eine Beziehung zu einer der Schwestern, Diana.
1985 schloss sich Nol van der Vegt wieder mit Bassie und Adriaan zusammen. 1988 wurde Van der Vegt sen. schwer krank. Die Pläne für den Kauf eines neuen Zirkuszeltes wurden jedoch weiter verfolgt. Van der Vegt sen. stirbt im Januar 1989. Die für dieses Jahr geplante Tournee mit dem neuen Zelt und Bassie en Adriaan wurde jedoch fortgesetzt, allerdings wurden nach der Tournee Zelt und Material wieder verkauft. Die Tiere des Zirkus blieben im Besitz seines Sohnes Herman Renz. Nols Bruder Paul van der Vegt machte zusammen mit einer Schwester ab 1990 unter dem früheren Namen „Circus Arena“ weiter.

## Circus Herman Renz (1991–1996)

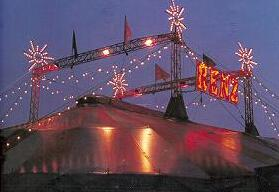
Das Zelt des Circus Renz im Abendlicht, 1991

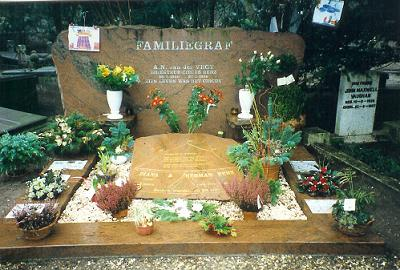
Familiengrab auf dem Friedhof Zorgvlied, Amsterdam

Im Jahr 1990 brachten Herman und Diana ihre Tiere für eine Saison zum französischen Zirkus Achille Zavatta II. Im September desselben Jahres bricht das Paar den Vertrag mit den Franzosen. Herman wollte den Circus Renz zusammen mit seiner Frau und den Familien Steijvers und Ronday weiterführen. Am 13. März 1991 startet der niederländische Nationalcircus Herman Renz in der Stadt Eemnes. Es ist ein hartes Unterfangen für die jungen Leute, aber auch dank eines mehrjährigen Vertrags mit Center Parcs wird das Wagnis ein Erfolg.
In knapp fünf Jahren schaffte das junge Ehepaar, den Betrieb zum größten Zirkus in den Niederlanden und später in den Benelux aufzubauen. In der Weihnachtszeit trat der Zirkus stets in Haarlem mit einem Weihnachts-Winter-Zirkusprogramm auf und erhielt dort im Dezember 1995 aus den Händen des Schweizer Zirkusdirektors Fredy Knie die Oscar Carré Trofee. Dies ist eine bedeutende niederländische Auszeichnung in der Zirkuswelt.
Für das neue Jahr gab es große Pläne. Ein neues Festzelt wurde bestellt und ein neuer Vertrag mit Center Parcs abgeschlossen. Die Tournee 1996 begann am 22. Februar 1996 in Hilversum. Am 13. März 1996 befand sich der Zirkus im Center Parc Het Vennenbos in Hapert. Als der Manager nach dem Verbleib von Herman und Diana schaute, fand er sie tot in ihrem neuen Wohnwagen auf. Weitere Untersuchungen von TNO ergaben, dass sie an einer Kohlenmonoxidvergiftung starben. Die beiden Unglücksopfer wurden nur 29 Jahre alt.
Die Vorstellungen in Hapert wurden vorübergehend unterbrochen. Der Zirkus zog einige Tage später nach Haarlem, um dort ein Zelt für die Trauerfeier aufzustellen. Ein Trauerzug zog anschließend zum Amsterdamer Friedhof Zorgvlied. Dort wurde das junge Ehepaar im Familiengrab beigesetzt.

## Circus Herman Renz (1996–2015)

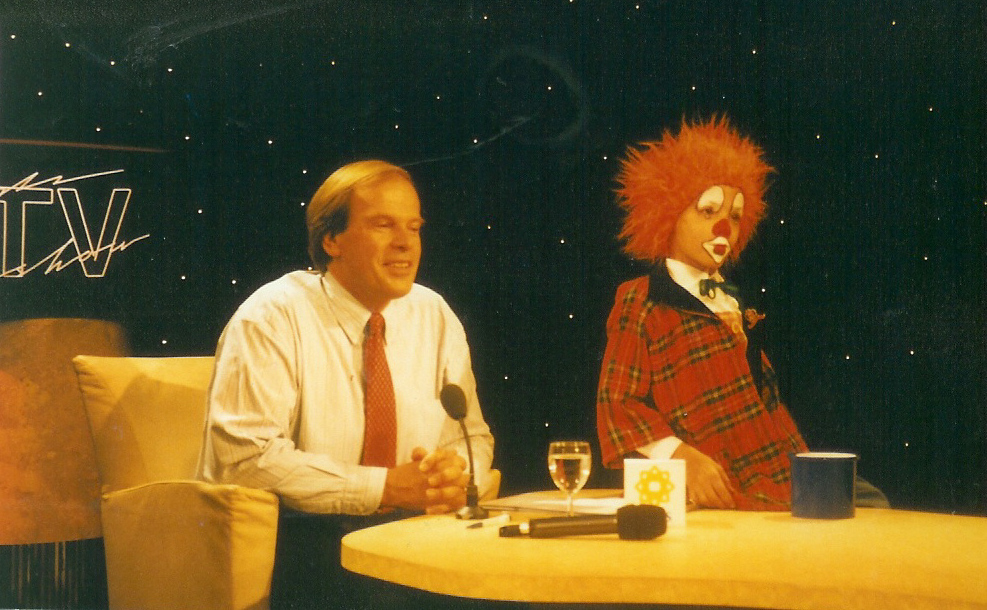
Sammelaktion in einer Fernsehsendung, 1996

Eine Woche nach der Beerdigung kündigt Hermans Mutter an, dass ihr 800.000 Gulden zustehen, sonst würde der Zirkus aufgespalten und verkauft. Um dies zu verhindern, wurden etliche Spendenaktionen ins Leben gerufen. Dies führte zwar nicht zum gewünschten Erfolg, jedoch ermöglichten ein Darlehen der Rabobank und das Sponsoring eines niederländischen Hausgeräteherstellers, dass die Artistenfamilien Ronday, Steijvers und Olivier die Erbschulden ablösen und so den Zirkus weiterführen konnten.

### Auszeichnungen

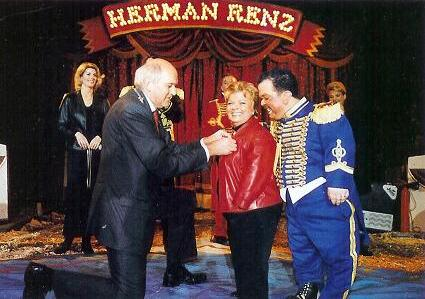
Das Direktorium erhält eine königliche Auszeichnung

Am 22. Dezember 2002 wurde dem Zirkus Herman Renz in Haarlem eine königliche Auszeichnung zuteil. aus den Händen des Bürgermeisters Jaap Pop. Es ist der erste niederländische Zirkus, der diese Auszeichnung erhält. Finanzdirektorin Anneke Olivier-Steijvers erhielt eine weitere Auszeichnung für ihre Bemühungen um den Erhalt des Zirkus.
Im März 2010 gab es erneut die Oscar Carré Trofee.

### Finanzielle Schwierigkeiten
Ende August 2015 wurde bekannt, dass der Zirkus in finanziellen Problemen steckte. Infolge zahlreicher neuer Vorschriften für Zirkusbetriebe hatte der Circus Herman Renz, neben enttäuschenden Besucherzahlen, mit stark steigenden Kosten zu kämpfen. Zudem war über die Jahre eine Steuerschuld von über 100.000 Euro entstanden, die bis zum 7. September des Jahres beglichen werden musste. Auch stand eine Schuld von 300.000 Euro bei einem Investor offen.
Anfang September wurde jedoch seitens des Finanzamtes dem Zirkus ein Moratorium gewährt. Auch der Investor verzichtete vorläufig auf den Verkauf von Zirkusanteilen. So bot sich dem Zirkus die Gelegenheit, in Eindhoven ein Benefizkonzert zu veranstalten, um einen Teil der Steuerschulden aufzubringen. Die Einnahmen waren jedoch enttäuschend: Von den erhofften 40.000 Euro kamen nur 15.000 Euro zusammen.
Am 5. Oktober 2015 ging das Finanzamt schließlich zur Zwangsvollstreckung über.
Am 13. Oktober 2015 erklärte ein Gericht von Ostbrabant den Konkurs des Zirkus.

## Circus Herman Renz (2016–2020)
Im Jahr 2016 ersteigerte der Eventveranstalter Duursma Group Events BV einen Großteil des Inventars von dem letzten Eigner Robert Runday, wie auch den Namen Circus Herman Renz. Die Rechte an diesem Namen hält eigentlich der vormalige Direktor und Clown Milko Steijvers in Besitz. Durch die Übernahme des Artisten gelangte der Name aber so zur Duursma Group. Das erforderliche Zelt wurde nicht dazu ersteigert. Zu den folgenden Veranstaltungen wurde stets eins angemietet.
Nach einer deutlichen Aussprache mit Milko Steijvers, dem Namenrechtinhabers, nahm die Duursma Group auch vorerst Abschied von dem Namen Herman Renz und führt seitdem bis heute ihr zirzensisches Unterhaltungsangebot unter dem Namen „Kerstcircus Haarlem“ (Weihnachtszirkus), bzw. „Wintercircus Haarlem“ weiter.
In der Nacht des 1. März 2020 um 2:00 Uhr geriet das Winterlager im friesischen Oosterwolde in Flammen und zerstörte Kassenwagen, Weihnachtsartikel, Kinderattraktionen, Verkaufsstände und die eingelagerte Fassade des Zirkus. Ein Jahr darauf wurde in Amsterdam ein 50-jähriger Mann unter dem Verdacht der Brandstiftung verhaftet.
Das Zirkusangebot der Duursma Group wird allerdings weitergeführt.

## Programme
Der Nederlands Nationaal Circus Herman Renz präsentierte jedes Jahr ein vollständig neues Programm. Stammgäste in diesen Programmen waren der kleinwüchsige Clown Milko Steijvers und von 2012 und 2017 der Ringmeister Robert Ronday. Beide waren von 1996 bis 2016 auch die Eigner des Zirkus.
- 1997: „Renz blijft Renz“
- 1998: „Het circus voor u“
- 1999: „Een reis rond de wereld in 140 minuten“
- 2000: „Een reis door de tijd met Carambar“
- 2001: „Sprookje van 2001 nacht“
- 2002: „Magic Vision“
- 2003: „Fiësta Tropicana“
- 2004: „Splash 2004“
- 2005: „Hello Hollywood“
- 2006: „Il Circo Classico“ (Regie Antonio Giarola)
- 2007: „Il Circo Classico“ mit der Beizeile „Bellissimo“, aufgrund der vielen positiven Reaktionen auf die Show 2006 wurde das Konzept mit einem aufgefrischten Programm fortgesetzt (Regie Antonio Giarola)
- 2008: „Mystery“ (Regie Joseph Bouglione)
- 2009: „Gitano“ (Regie Antonio Giarola)
- 2010: „Jungle Fantasy“
- 2011: „Celebration“, hier wurde das 100-jährige Jubiläum gefeiert
- 2012: „Sensations“ (Regie Marc Boon)
- 2013: „Viva Niño“ (Regie Marc Boon)
- 2014: „Miracles“, diese Show wurde in einem neuen Zelt gespielt (Regie Marc Boon)
- 2015: „WOW“ – World of Wonders (Regie Marc Boon)
- 2016: „Revival“ (Regie Marc Boon), nach der Übernahme durch den neuen Eigner
- 2017: „Traditions“ (Regie Katharina Althoff)

## Sonstiges

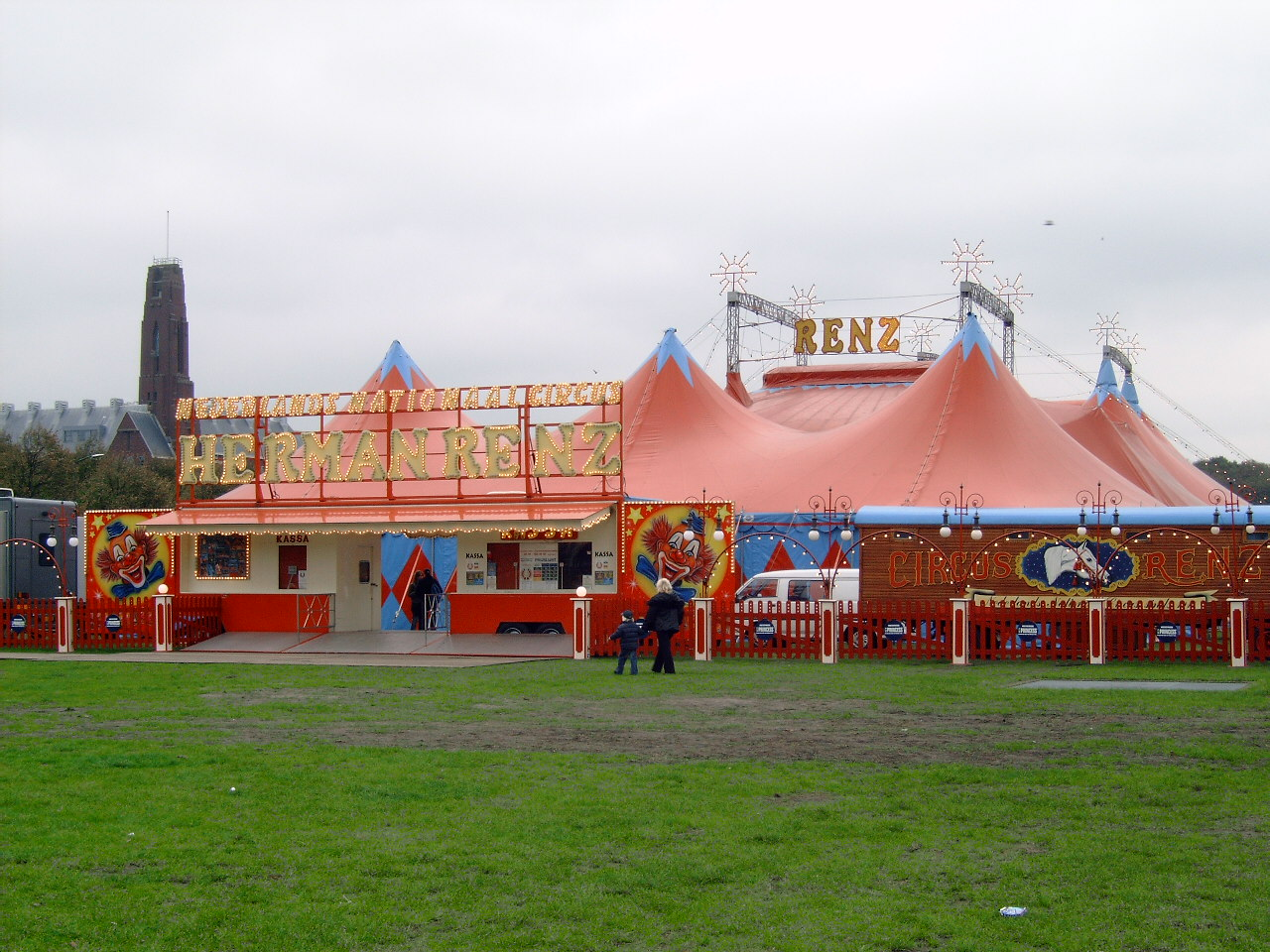
Circus Herman Renz 2004

- Circus Herman Renz hatte zwischen 1996 und 2013 einen eigenen Fanclub: „De Vrienden van Circus Herman Renz“. Dieser gab vier Jahre lang das Blatt Renz-Magazine heraus.
- Der Zirkus war einer der wenigen Zirkusse in Europa, die mit einem Liveorchester arbeiteten.
- Obwohl der Zirkus nach seiner Fortführung im Jahr 1996 über eigene Tiere (darunter afrikanische Elefanten und Pferde) verfügte, wurden alle anderen Nummern, einschließlich derjenigen mit Tieren, engagiert. Mehrere international ausgezeichnete Künstler und Artisten traten so bereits in der Manege des Circus Herman Renz auf.
- Am 19. September 2011 wurde anlässlich des 100-jährigen Jubiläums ein Sondermarkensatz mit zehn Briefmarken herausgegeben.[20]